# ペタル・シュクレティッチ
ペタル・シュクレティッチ（セルビア語: Петар Шкулетић, ラテン文字転写: Petar Škuletić, 1990年6月29日 - ）は、ユーゴスラビア（現モンテネグロ）・ダニロヴグラード出身の元セルビア代表サッカー選手。現役時代のポジションはFW（センターフォワード）。

## 経歴
FKパルティザンの下部組織出身であり、2008-09シーズンのセルビア・プルヴァ・リーガでの活躍によってセルティックFCやブラックバーン・ローヴァーズFCから注目を浴びる。
2014年1月10日、パルティザンと4年契約を結んで背番号32を着けた。
2015年2月12日、FCロコモティフ・モスクワに移籍。2015年3月3日、ロシア・カップでのFCルビン・カザンとの準決勝では決勝ゴールを挙げた。
2022年1月11日、FK TSCとシーズン終了までの契約を締結しセルビア・スーペルリーガに復帰した。

## 代表歴
モンテネグロ生まれだが、各年代からセルビア代表でプレーしている。

## タイトル
ヴォイヴォディナ
- セルビア・カップ : 2014

パルティザン
- セルビア・スーペルリーガ : 2014-15

ロコモティフ・モスクワ
- ロシア・カップ : 2015, 2017